# Kiss Kiss Bang Bang (álbum de Baby K)
Kiss Kiss Bang Bang é o segundo álbum de estúdio da rapper italiana Baby K, lançado em 11 de setembro de 2015 pela Sony Music.

## O disco
Produzido pela dupla Takagi & Ketra, o álbum foi antecipado pelos singles Anna Wintourr e Roma-Bangkok, este último é realizado em dueto com a compositora italiana Giusy Ferreri e que tem sido bem sucedida a nível nacional, conquistando a primeira posição no Top Singoli e sendo certificado nove vezes com platina, tornando-se o single mais vendido na Itália em 2015 e a partir de 2010 até o presente.

## Faixas
Todas as faixas escritas e compostas por Baby K. 
| N.º            | Título                                            | Duração |  |
| 1.             | "Kiss Kiss Bang Bang"                             | 3:12    |  |
| 2.             | "Anna Wintour"                                    | 3:32    |  |
| 3.             | "Roma-Bangkok" (com Giusy Ferreri)                | 2:54    |  |
| 4.             | "Dindi"                                           | 2:48    |  |
| 5.             | "Chiudo gli occhi e salto" (com Federica Abbate)  | 3:49    |  |
| 6.             | "Lasciati le Sneakers"                            | 3:22    |  |
| 7.             | "Super mega iper"                                 | 3:26    |  |
| 8.             | "Fakeness" (com Madh)                             | 3:48    |  |
| 9.             | "Chiedi alla Luna"                                | 3:00    |  |
| 10.            | "Hipster Love"                                    | 3:12    |  |
| 11.            | "Venerdì"                                         | 3:33    |  |
| 12.            | "Licenza di uccidere" (com Fred De Palma & DJ 2P) | 3:25    |  |
| 13.            | "Ola"                                             | 3:08    |  |
| 14.            | "Brucia"                                          | 3:46    |  |
| Duração total: | Duração total:                                    | 45:55   |  |